# Jaïr Tjon En Fa
Jaïr Tjon En Fa (Paramaribo, 19 oktober 1993) is een Surinaamse wielrenner.

## Biografie
Tjon En Fa won in 2009 het Surinaams kampioenschap wielrennen op de weg. In 2014 behaalde hij een derde plaats op de sprint tijdens de Centraal-Amerikaanse en Caraïbische Spelen. Op de Pan-Amerikaanse kampioenschappen baanwielrennen won Tjon En Fa in 2016 en 2019 een zilveren medaille op de sprint. In 2017 en 2019 werd hij verkozen tot Sportman van het jaar.
Tjon En Fa plaatste zich voor de Olympische Zomerspelen van 2020 waar hij vierde werd op het onderdeel keirin.

## Belangrijkste resultaten

### Wegwielrennen
2009
- Surinaams kampioenschap wielrennen op de weg

### Baanwielrennen
| Jaar | PK                  | WK                    | Overig                                                                                 |
| ---- | ------------------- | --------------------- | -------------------------------------------------------------------------------------- |
| 2013 |                     | 40e sprint            |                                                                                        |
| 2014 | 8e sprint           |                       | Los Angeles: sprint · Centraal-Amerikaanse en Caraïbische Spelen: · sprint · 7e keirin |
| 2015 |                     |                       | Pan-Amerikaanse Spelen: 6e keirin 9e sprint                                            |
| 2016 | sprint              | 23e sprint            | US Sprint GP: sprint Milton: sprint, keirin                                            |
| 2017 | sprint              | 16e sprint            | US Sprint GP: sprint Festival of Speed: sprint                                         |
| 2018 | 4e sprint 7e keirin | 31e sprint            | US Sprint GP: sprint Centraal-Amerikaanse en Caraïbische Spelen: 5e keirin 5e sprint   |
| 2019 | sprint              | 17e sprint            | Pan-Amerikaanse Spelen: 5e keirin 6e sprint                                            |
| 2020 |                     | 16e sprint            |                                                                                        |
| 2021 |                     | 9e sprint 11e keirin  | Olympische Zomerspelen: 4e keirin 13e sprint                                           |
| 2022 | sprint · 4e keirin  | 8e sprint 16e keirin  |                                                                                        |
| 2023 | keirin · sprint     | 10e sprint 13e keirin | Pan-Amerikaanse Spelen: · sprint · 5e keirin                                           |
| 2024 | 4e sprint 7e keirin | 15e sprint 19e keirin | Olympische Spelen: 16e sprint 23e keirin                                               |